# Єланиш (Салаватський район)
Єлани́ш (рос. Еланыш, башк. Йыланыш) — село у складі Салаватського району Башкортостану, Росія. Входить до складу Мещегаровської сільської ради.
Населення — 343 особи (2010; 317 в 2002).
Національний склад:
- росіяни — 91 %